# Ernst Hardt (Maler)
Ernst Hardt (* 7. Dezember 1869 auf der Marienburg in der Bürgermeisterei Rondorf bei Köln; † 18. September 1917 in Bad Godesberg) war ein deutscher Landschaftsmaler der Düsseldorfer Schule.

## Leben
Hardt wuchs als Sohn des Unternehmers Ernst Hardt (1837–1898) in Köln auf. Der Vater war dort Inhaber einer Weinhandlung, Konsul der Republik Peru und durch Gründung der Hardt-Bahn ein Pionier des schienengebundenen Nahverkehrs im Raum Köln. Ernst Hardt, sein gleichnamiger Sohn, beschritt die Laufbahn eines Kunstmalers. Er besuchte die Kunstakademie Düsseldorf. Dort war er 1892 zuerst in der Elementarklasse von Heinrich Lauenstein, dann 1893 bei Hugo Crola und bis 1896 ein Schüler der Landschafterklasse von Eugen Dücker. Hardt war anschließend als freischaffender Maler in Düsseldorf tätig, wo er 1912 in der Franklinstraße 22 in Düsseldorf-Pempelfort wohnte. Eine Privatschülerin Hardts war ab 1905 die Malerin Fifi Kreutzer. 1906 besuchte er Katwijk. Bekannt wurde Hardt für seine Landschaften des Niederrheins und des Bergischen Landes. Der Kölnische Kunstverein stellte Ende 1917, die Kunsthalle Düsseldorf 1918 seinen künstlerischen Nachlass aus.

## Werke (Auswahl)

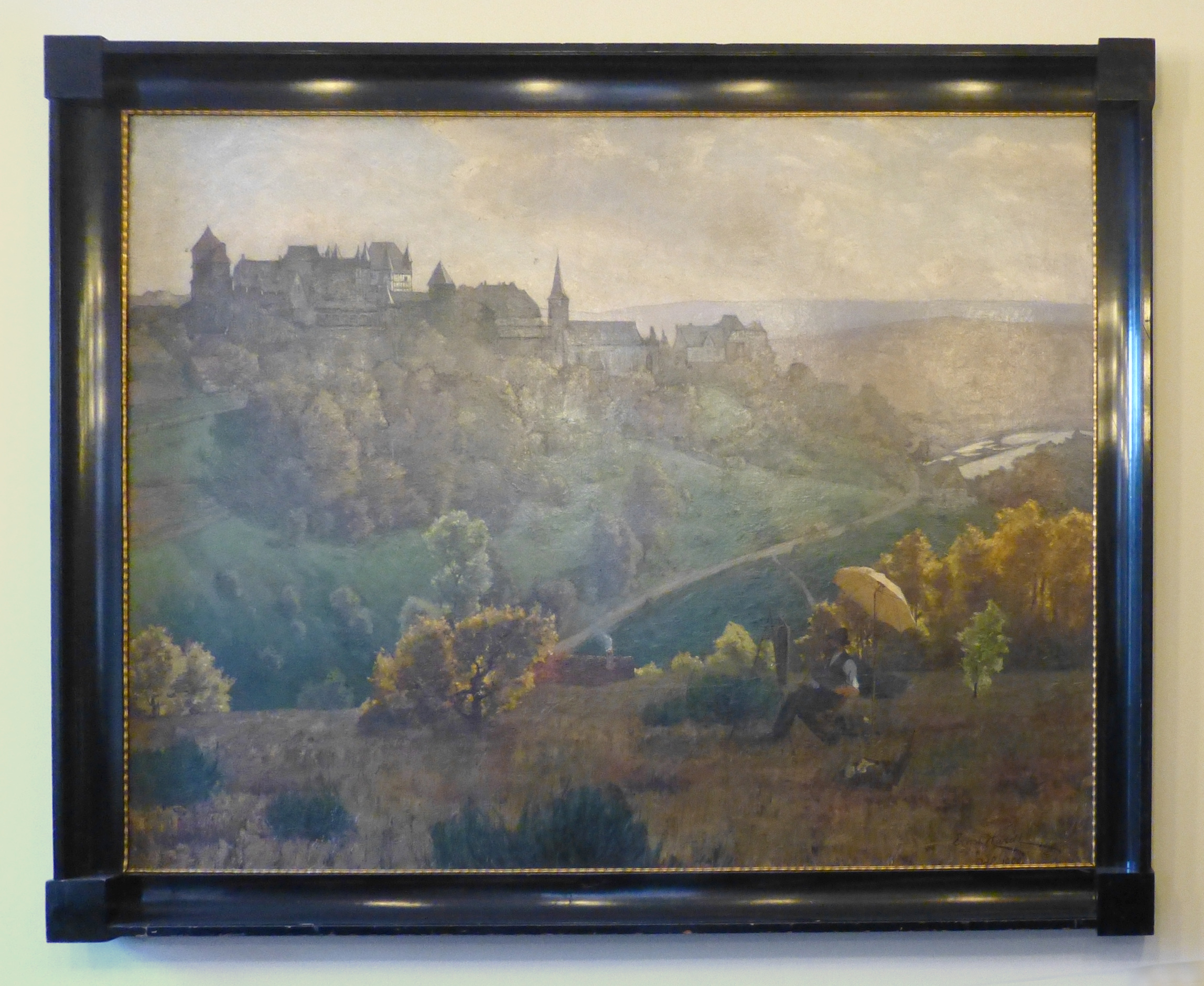
Ansicht von Schloss Burg

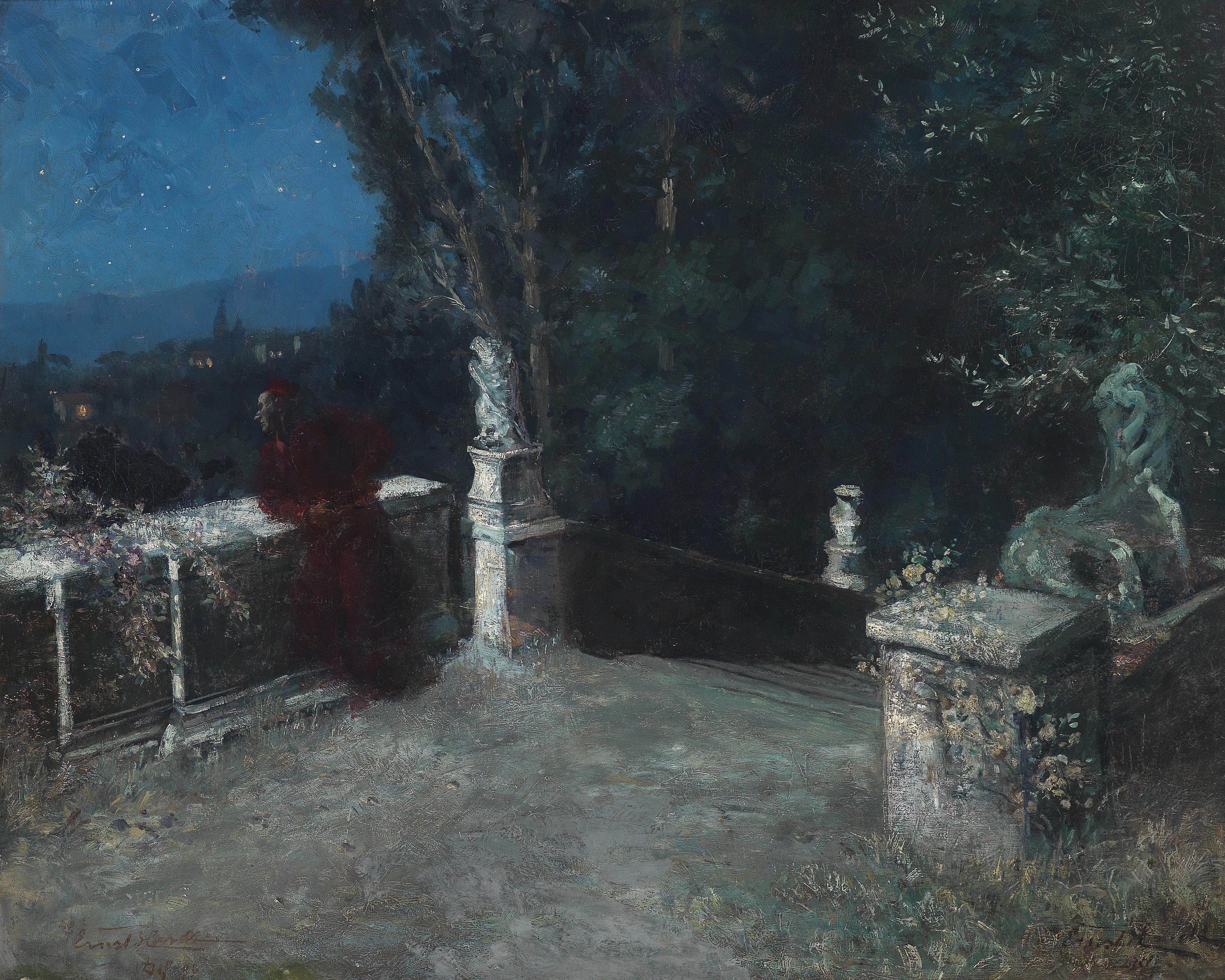
Blick auf eine Stadt bei Mondschein

- Waldinneres, Öl auf Leinwand, 1894
- Feldlandschaft mit Bewässerungsgräben, 1909
- Ansicht von Schloss Burg, Gemälde, Rathaus Barmen, Wuppertal
- Blauer Tag, Museum Kunstpalast, Düsseldorf[6]
- Blick auf eine Stadt bei Mondschein, Öl auf Leinwand
- Weite Stimmungslandschaft, Öl auf Leinwand
- Abendspaziergang in italienischer Landschaft